# Буа-Гийом
Буа-Гийом (фр. Bois-Guillaume) — город на севере Франции, регион Нормандия, департамент Приморская Сена, округ Руан, центр одноименного кантона. Пригород Руана, расположен в 3 км к северу от центра города.
Население (2018) — 14 309 человек.

## История
Название Буа-Гийом, в буквальном переводе означающее «лес Вильгельма», связывают с Вильгельмом Завоевателем и его матерью Арлетт де Фалез, для которой в этом месте около 1040 года был построен дом. Вильгельм, любивший охоту и лес, часто бывал в этом доме.
Первое поселение на месте нынешнего Буа-Гийома возникло в галло-римский период на территории, принадлежащей племени велиокассов. К XIII веку здесь был построен храм, разрушенный англичанами во время Столетней войны. На его месте сейчас стоит церковь Святой Троицы.
В 1892 году от Буа-Гийом в отдельную коммуну был выделен район Биорель. В 2010 году было подписано соглашение об обратном соединении двух коммун в одну, но на референдуме в 2011 году население обеих коммун проголосовало против объединения, и с 1 января 2014 года Буа-Гийом и Биорель снова существуют порознь.

## Достопримечательности
- Церковь Святой Троицы XV века

## Экономика
Структура занятости населения:
- сельское хозяйство — 0,3 %
- промышленность — 2,4 %
- строительство — 5,0 %
- торговля, транспорт и сфера услуг — 54,5 %
- государственные и муниципальные службы — 37,7 %

Уровень безработицы (2017) — 9,4 % (Франция в целом — 13,4 %, департамент Приморская Сена — 15,3 %). 

Среднегодовой доход на 1 человека, евро (2018) — 30 990 (Франция в целом — 21 730, департамент Приморская Сена — 21 140).

## Демография
Динамика численности населения, чел.

## Администрация
Пост мэра Буа-Гийома с 2020 года занимает Тео Перес (Théo Perez). На муниципальных выборах 2020 года возглавляемый им независимый список победил во 2-м туре, получив 46,52 % голосов (из трех списков).
| Период | Период | Фамилия       | Партия                                  | Примечания                                                      |
| ------ | ------ | ------------- | --------------------------------------- | --------------------------------------------------------------- |
| 1965   | 1987   | Пьер Кентар   | Разные правые                           | фармацевт, член Генерального совета департамента                |
| 1987   | 2006   | Рене Сей      | Разные правые Союз за народное движение | предприниматель, член Генерального совета департамента          |
| 2006   | 2020   | Жильбер Ренар | Союз за народное движение Республиканцы | руководитель предприятия, член Генерального совета департамента |
| 2020   |        | Тео Перес     |                                         | финансовый директор мэрии города Ле-Кремлен-Бисетр              |

## Города-побратимы
- Кегфорт, Англия
- Руоко, Буркина-Фасо
- Тикаре, Буркина-Фасо
- Ильцен, Германия
- Вилаплана, Испания
- Торджано, Италия